# Engelier (kráter)
Engelier je velký impaktní kráter na Saturnově měsíci Iapetus ležící ve světlé jižní pevninské oblasti Saragossa Terra. Nomenklatura kráterů na Iapetu čerpá z francouzských Chansons de geste, tento je tak pojmenován podle Engeliera, rytíře/paladina a gaskoňského vévody z Bordeaux z Písně o Rolandovi. Název byl schválen Mezinárodní astronomickou unií v roce 2008.
Má průměr 504 km, čímž se řadí mezi největší krátery nejen na Iapetu (zde je třetí největší po Abisme a Turgisu), ale i v celé Sluneční soustavě.
jeho střední souřadnice na měsíci jsou 40°30′ J a 264°42′ Z.
Engelier překrývá menší a starší kráter Gerin, jehož zbytek se dochoval východně od okrajového valu. Na opačné straně blízko západního okraje leží malý kráter Anseïs.